# 펠레 이슈트반
펠레 이슈트반(헝가리어: Pelle István, 1907년 7월 26일 ~ 1986년 3월 6일)은 헝가리의 체조 선수로 올림픽 챔피언이었다.
부다페스트 출신으로 1932년 로스앤젤레스 올림픽에 나가 안마와 마루 운동에서 금메달을 획득하고, 평행봉과 개인 종합전에서는 2위에 그쳤다.
제2차 세계 대전 이후에 그는 헝가리를 떠나 화가로서 세계를 순회하다가, 결국 아르헨티나에 정착하였다. 아르헨티나 부에노스아이레스에서 향년 78세를 일기로 사망하였다.